# LRC (ファイルフォーマット)
LyRiCsとは、音楽と歌詞を同期させるファイルフォーマット。LyRiCSの略としてLRCと呼ばれることがある。拡張子は「.lrc」。

## 書き方
このように書かれる。
```
[00:05.00]一行目の歌詞
[00:12.00]二行目の歌詞
[00:21.00]三行目の歌詞
……
[mm:ss.xx]最後の歌詞

```

### 作成方法
メモ帳などのテキストエディタに歌詞および表示時間を入力し、拡張子を.lrcとして保存する。

### 一般的な書式
mm=分、ss=秒、xx=1/100秒の書式で入力する。
例えば、曲の開始から16秒後に、「ありがとう」という歌詞を表示させたい場合は、
[00:16.00]ありがとう
と表記しておくと、開始16秒後になると "ありがとう" と表示される。(ダブルクォーテーションは表示されない。)
また、同じ歌詞を複数回表示させたい場合、下のように作成する。
```
[00:05.00][00.26.80]ありがとう
[00:14.35]またあした
[00:39.87]はじめまして
```

この場合、曲の開始から5秒後と26.8秒後に、 "ありがとう" という歌詞が表示される。

## 保存方法
LRCファイルは、同期したい音楽ファイル名と、同じファイル名にして保存する。
例「music」フォルダー内に「rink」フォルダーがあり、「sound01.mp3」という音声の、歌詞ファイルを作った場合。
```
music
  ├rink
    ├sound01.mp3
    ├sound01.lrc
```

上記のように、音楽ファイルと同名で同じ場所に保存する必要がある。

## 主な対応機種
- ネットワークウォークマン
  - NW-A16
  - NW-A17
  - NW-A25
  - NW-A25HN
  - NW-A26HN
  - NW-A27HN
  - NW-A35
  - NW-A35HN
  - NW-A36HN
  - NW-A37HN
  - NW-A45
  - NW-A45HN
  - NW-A46HN
  - NW-A47
  - NW-A845
  - NW-A846
  - NW-A847
  - NW-A855
  - NW-A856
  - NW-A857
  - NW-A865
  - NW-A866
  - NW-A867
  - NW-E052
  - NW-E052K
  - NW-E053
  - NW-E053K
  - NW-E062
  - NW-E062K
  - NW-E063
  - NW-E063K
  - NW-E083
  - NW-E083K
  - NW-F805
  - NW-F805BT
  - NW-F805K
  - NW-F806
  - NW-F806K
  - NW-F807
  - NW-F885
  - NW-F886
  - NW-F887
  - NW-S13
  - NW-S13K
  - NW-S14
  - NW-S14K
  - NW-S15
  - NW-S15K
  - NW-S644
  - NW-S644K
  - NW-S645
  - NW-S645K
  - NW-S744
  - NW-S744K
  - NW-S745
  - NW-S745K
  - NW-S746
  - NW-S754
  - NW-S754K
  - NW-S755
  - NW-S755K
  - NW-S756
  - NW-S764
  - NW-S764BT
  - NW-S764K
  - NW-S765
  - NW-S765K
  - NW-S766
  - NW-S774
  - NW-S774BT
  - NW-S774K
  - NW-S775
  - NW-S775K
  - NW-S784
  - NW-S784K
  - NW-S785
  - NW-S785K
  - NW-S786
  - NW-WM1A
  - NW-WM1Z
  - NW-Z1050
  - NW-Z1060
  - NW-Z1070
  - NW-ZX1
  - NW-ZX2
  - NW-ZX100
  - NW-ZX300
- ソフトウェア
  - VLCメディアプレーヤー
  - Poweramp
  - BlackPlayer Music Player　(Android)
  - MiXplorer　(Android)
  - Medoly　(Android)
  - Kodi + CU LRC Lyrocsプラグイン
  - MiniLyrics
  - Windows Media Player + FRUITY(フルーティ) (Windows) ※ UTF8は文字化け。※[mm:ss.00]書式、[mm:ss:00]形式は可。
  - Widnows Media Player + 歌詞表示(SWEETY) (Windows) ※ UTF8は文字化け。※[mm:ss.00]書式は不可。[mm:ss:00]形式は可。
  - Jellyfin

## 表示方法の違い
LRCファイルを読み込ませる機種 (音楽ファイルを再生する端末) によって、表示される内容が異なる場合がある。
1. 文字コード非対応の場合
2. 半角スペースを読み込まない場合

### 1の場合の対処法
もう一度LRCファイルを開き、別の文字コードで保存する。

### 2の場合の対処法
LRCファイルを下のように作成して保存した際に (2行目には、最後に半角スペースが入力されていることに注意) 、半角スペースが読み込まれず、曲の開始から5秒後から19秒後まで "ありがとう" と表示される場合がある。
```
[00:05.00]ありがとう
[00:13.00] 
[00:19.00]はじめまして
```

そのような場合は、2行目の半角スペースを全角スペースに変更して保存することで、曲の開始の5秒後から13秒後まで "ありがとう" と表示され、その後曲の開始から19秒後までは何も表示されなくなる。

## 日本での歴史

### Gucchi's Lyrics Plug-In
1999年頃

おそらくWinAMPのプラグインGucchi's Lyrics Plug-Inで使われたのが始まり。ただしそのヘルプファイルに、
```
このファイルフォーマットについて
これはぐっちそふとが他の歌詞表示・編集ソフトの歌詞ファイルフォーマットを参考に勝手に作ったフォーマットで、他のソフトウェアと互換性があるとは限りません。
```

とあり、英語版WikipediaのLRCのSimple formatを参考にしたと推測される。
ただし独自性が多分に盛り込まれていた。
- 秒と10ミリ秒の区切りが.ではなく:になっている。[mm:ss:xx]
- カラオケ形式という拡張

```
カラオケ形式になる条件は、１行で異なる２カ所以上にタイムタグのある行が１つでもあればカラオケ形式となります。
```

- その他の情報を@で表す

```
その他の情報は行頭に@のある行に書き込みます。
```

### タイムタグ仕様書
2000年頃

Gucchi's Lyrics Plug-Inの仕様をベースにタイムタグ仕様書がまとめられる。

### RhythmicaLyrics
2006年～

カラオケタグの入力が劇的にやりやすくなる。
ニコカラ等に派生する。

### ウォークマン
2010年～

歌詞ピタという同期歌詞表示機能が搭載される。これは専用データをダウンロードする形式であったが、音楽ファイルと同名のlrcファイルを置けば、同じように同期表示できる仕様だった。

秒と10ミリ秒の区切りが、:と.のどちらにも対応しているのは、日本と海外の仕様を両取りした形か。

### かしこみ
2010年～

ウォークマンの歌詞ピタのデータソース。ユーザーによる同期歌詞投稿も可能。

歌詞ピタサービス自体は2018年7月31日をもってサービス終了。
ただし2021年現在もプチリリとして、日本語の同期歌詞が多数の音楽配信サービスなどに用いられている。